# Masaki Inōe
Masaki Inōe (井上昌己?, Inōe Masaki; Nagasaki, 25 luglio 1979) è un ex pistard giapponese.

## Palmarès

### Olimpiadi
- 1 medaglia:
  - 1 argento (Atene 2004 nella velocità a squadre)